# Padintegraal
Een padintegraal is een door de natuurkundige Richard Feynman in 1948 gelanceerd wiskundig begrip om de niet-relativistische kwantummechanica te kunnen formuleren in termen van de actie (gelijk aan de integraal over de tijd van de Lagrangiaan) uit de klassieke mechanica.
De niet-relativistische kwantummechanica associeert met iedere mogelijke toestand van een systeem, een complex getal. De golffunctie die deze getallen genereert, voorspelt de waarschijnlijkheid dat het systeem zich in een bepaalde toestand bevindt.
Feynman associeert met iedere mogelijke evolutie van het systeem een complex getal. Dit betekent een functie op een oneindig-dimensionale ruimte, ook als het systeem zelf een eindig aantal deeltjes in drie meetkundige dimensies betreft. De aldus ontstane "golffunctionaal" voorspelt volgens hem de waarschijnlijkheid dat het systeem een bepaalde tijdsevolutie volgt.
Op een evenredigheidsfactor na is de golffunctie van Feynman
{\displaystyle \exp \left({i \over h}\int _{0}^{t}L({\dot {x}}(s),x(s),s)\,\mathrm {d} s\right)}
waar {\displaystyle L} de lagrange-functie is, en {\displaystyle x:[0,t]\to \mathbb {R} :s\mapsto x(s)} een mogelijke evolutie van het systeem tussen de tijdstippen {\displaystyle 0} en {\displaystyle t}. (Als toestandsruimte is de reële as {\displaystyle \mathbb {R} } gekozen, dit kan natuurlijk ook {\displaystyle \mathbb {R} ^{n}} of een algemene gladde variëteit zijn.)

## Voorbeeld
Voor een puntmassa {\displaystyle m} op een positie s in een conservatieve energiepotentiaal {\displaystyle V} is de lagrange-functie het verschil tussen kinetische en potentiële energie:
{\displaystyle L={\tfrac {1}{2}}m\{{\dot {x}}(s)\}^{2}-V(x(s))}

## Wiskundig probleem
Het optellen van alle mogelijke evoluties die tot een gegeven waarneming leiden, vereist een integraal over een oneindigdimensionale parameter. Feynman zelf noteert dit als
{\displaystyle \int _{\omega }\exp \left({i \over h}\int _{0}^{t}L({\dot {\omega }}(s),\omega (s),s)\,\mathrm {d} s\right)\,\mathrm {d} \omega }
en stelt dat de integratieveranderlijke {\displaystyle \omega } "varieert over alle mogelijke differentieerbare tijdsevoluties van het systeem met gegeven begin- en eindvoorwaarden".
Een wiskundig consistente formulering ligt niet voor de hand. Er zijn verschillende voorstellen gedaan om Feynmans padintegralen een streng wiskundig kader te geven. De twee meest geciteerde interpretaties zijn:
- veralgemeen het begrip fresnelintegraal tot oneindigdimensionale ruimten;
- herformuleer de theorie in termen van brownse beweging en de wienerintegraal.

De eerste benadering (veralgemeende Fresnelintegraal) sluit het nauwst aan bij Feynmans oorspronkelijke formulering, maar vereist strenge voorwaarden op de actiefunctie om nog zinvolle convergente integralen op te leveren.
De tweede benadering wijkt op twee belangrijke punten van de feynmanintegraal af: (1) de factor {\displaystyle i} in de exponent wordt door {\displaystyle -1} vervangen, en (2) de integraal verloopt over alle continue evoluties van het systeem, waarbij de differentieerbare evoluties in de minderheid zijn (technisch vormen ze een nulverzameling voor de wienermaat). Het is evenwel de meest krachtige formulering, omdat binnen het rigide raamwerk van de brownse beweging vele resultaten van de waarschijnlijkheidsrekening ter beschikking staan. Zie Feynman-Kac-formalisme.

## Toepassing
Ondanks het flou artistique dat de wiskundige strengheid van padintegralen omgeeft, hebben ze aanleiding gegeven tot zeer concrete baanbrekende resultaten in de natuurkunde, onder meer in de formulering van de kwantumelektrodynamica.